# Arnold Van Aperen
Arnold Adelaïde Van Aperen (Meer, 20 augustus 1939) is een Belgisch voormalig liberaal politicus voor de PVV en diens opvolgers VLD en Open VLD. Lokaal kwam hij op met de kieslijsten Kristelijke Gemeentebelangen (KGB) en later Kristelijke Volksbelangen (KVB).

## Levensloop
Arnold van Aperen werd geboren in een gezin met elf kinderen, van wie hij zelf de eerstgeborene was. Hij voldeed zijn humaniora aan het Sint-Gabriëlcollege te Boechout en studeerde er af in 1957 in de Wetenschappelijke A. Vervolgens vatte hij een studie regentaat wiskunde-fysica aan, maar maakte dit niet af.
Daarna was hij van 1959 tot 1987 bediende-zaakvoerder van De Vrije Veiling Meer. In 1962 huwde hij zijn vrouw Maria, samen hebben ze 4 kinderen en 8 kleinkinderen. In 1977 werd hij daarnaast voorzitter van voetbalclub KFC Meer. Daarnaast beoefende hij het kruisboogschieten, in juli 1981 werd hij lid van de Belgische kruisboogdelegatie op de wereldkampioenschappen te Arosa in Zwitserland, en was hij voorzitter van zowel de Nationale Unie der Kruisboogschutters van België (NUKB) als de Landelijke Unie der Kruisboogschutters (LUK). Ten slotte was hij ook voorzitter van de Federatie der Karabijn- en Pistoolschutters (FPK) van de provincie Antwerpen.
Hij kwam een eerste maal op tijdens de gemeenteraadsverkiezingen van 1970 te Meer op een lokale lijst. Deze behaalde een absolute meerderheid en Van Aperen werd eerste schepen, hij bleef dit tot 1976. Na de fusie der Belgische gemeenten in 1977 kwam hij op te Hoogstraten bij de lokale verkiezingen van dat jaar voor de Kristelijke Gemeentebelangen (KGB), een kartellijst die een tegengewicht wou vormen ten overstaan van de traditionele absolute meerderheid van de toenmalige CVP. Hoewel hij verkozen werd, kon hij niet zetelen vanwege zijn verwantschap met toenmalig burgemeester Jos Van Aperen, waardoor hij noodgedwongen in de Hoogstraatse OCMW-raad zetelde.
In 1978 trad hij toe tot de liberale PVV en werd hij bestuurslid van de lokale arrondissementsafdeling. Datzelfde jaar nam hij deel aan de provincieraadsverkiezingen en werd hij verkozen. Hij zetelde tot 1987 in de Antwerpse provincieraad, waarvan hij van 1981 tot 1984 quaestor was. Bij de lokale verkiezingen van 1982 werd hij opnieuw verkozen en zetelde hij wederom in de OCMW-raad. Vanuit deze hoedanigheid was hij voorzitter van het OCMW-rusthuis tijdens de daaropvolgende legislatuur tot 1987. In 1988 werd hij lijsttrekker van KGB-opvolger Kristelijke Volksbelangen (KVB). Hij werd rechtstreeks verkozen en vervolgens benoemd tot burgemeester, een functie die hij zou blijven uitoefenen tot en met 2012.
In 1987 maakte hij de overstap naar de nationale politiek en werd hij in de Senaat verkozen als rechtstreeks gekozen senator voor het kiesarrondissement Mechelen-Turnhout. Hij oefende dit mandaat uit tot in 1995. In de periode februari 1988-mei 1995 had hij als gevolg van het toen bestaande dubbelmandaat ook zitting in de Vlaamse Raad. De Vlaamse Raad was vanaf 21 oktober 1980 de opvolger van de Cultuurraad voor de Nederlandse Cultuurgemeenschap, die op 7 december 1971 werd geïnstalleerd, en was de voorloper van het huidige Vlaams Parlement. Bij de eerste rechtstreekse verkiezingen voor het Vlaams Parlement van 21 mei 1995 werd hij verkozen in de kieskring Mechelen-Turnhout. Hij bleef Vlaams volksvertegenwoordiger tot juni 1999. Toen maakte hij de overstap naar de Kamer van volksvertegenwoordigers waarin hij zetelde tot in 2003.
Bij zijn benoeming als burgemeester in 2006 door Vlaams minister van Binnenlandse Aangelegenheden Marino Keulen ontstond er even commotie. CD&V Kempen - namens voorzitter Peter Bellens - meende immers dat men had moeten wachten met de benoeming tot de samenstelling van het schepencollege bekend was en bijgevolg afweek van de koers die de Vlaamse regering had uitgezet. Van 2011 tot 2012 was hij opnieuw provincieraadslid van Antwerpen.
In februari 2012 kondigde hij aan niet langer kandidaat-burgemeester te zijn bij de gemeenteraadsverkiezingen van dat jaar. Hij maakte daarnaast tevens bekend nog wel kandidaat te zijn, maar geen mandaat meer te ambiëren. Hij was in totaal 24 jaar burgemeester van Hoogstraten. Zijn broer Marc Van Aperen werd de nieuwe lijsttrekker en de KVB werd omgevormd tot Hoogstraten leeft. Hun partij behaalde 29,13% van de stemmen, waarmee ze de tweede grootste bleef maar wel 6,16% van de stemmen moest inleveren ten overstaan van 2006. Arnold van Aperen zelf behaalde 1.203 voorkeurstemmen (als lijstduwer), waarmee hij de derde populairste politicus van de stad bleef, na Tinne Rombouts (CD&V, 2018 naamstemmen) en Marc Van Aperen met 1553. Hij werd als burgemeester opgevolgd door Tinne Rombouts. Tijdens de jaarlijkse viering van huidige en gewezen mandatarissen bestond er heel even een Arnold Van Aperenplein. Vervolgens was hij van 2013 tot 2018 OCMW-raadslid en sinds 2019 zetelt hij in het Bijzonder Comité voor de Sociale Dienst.
Zijn broers Julien en Marc waren eveneens politiek actief. Evenals zijn neef Roger. Deze maakte lange tijd deel uit van de KVB, maar kondigde in augustus 2012 zijn overstap naar N-VA aan.  Zijn kleinzoon Arnold Wittenberg werd in 2019 schepen in Hoogstraten.